# مرغ تنورساز
مرغ تنورساز (Ovenbird) (نام علمی: Seiurus aurocapilla) نام یک گونه از راسته گنجشک‌سانان است.